# Hermann Traube
Hermann Traube (Ratibor, 1860. szeptember 24. – Berlin, 1913. január 29.) német mineralógus és egyetemi tanár. A Porosz Királyság részét képező Sziléziában született, édesapja a vegyész Moritz Traube volt.

## Élete
A lipcsei, heidelbergi, breslaui és greifswaldi egyetemeken tanult, tanárai között voltak Heinrich Irenaeus Quincke (1842–1922) (Heidelberg); Theodor Poleck, Carl Friedländer (1847–1887) és Ferdinand Cohn (Breslau). Előbb a berlini egyetemen, később Greifswaldban lett professzor.